# 七福タオル
七福タオル株式会社（しちふくたおる）は、愛媛県今治市に本社を置くタオルメーカー。

## 概要
元はOEM製造に依存した事業展開をしていたが、その後は「オリジナル・ブランドの直接販売」という新しいビジネス・モデルへの移行の道を選んでいる。
河北泰三社長（当時）が、大学の落語研究会の先輩である春風亭昇太の昇進祝いに似顔絵入りタオルを送ったところ、評判が良く雑誌に取り上げられたことをきっかけに小売店との取引が生まれるようになった。
デザインや素材などにこだわったオリジナルブランドタオルの開発を進めており、デザイン面では東京都のデザイン会社「isso ecco」と共同で、時代の流れやトレンド性に合わせた多彩なデザインの製品を開発している。

## 沿革
- 1959年 - 七福タオル工場として創業。
- 1985年 - 法人化を行い、「七福タオル株式会社」に社名変更。
- 1987年 - 自社ブランドを開発。
- 1996年 - 現在地に本社工場を新築移転。
- 2000年 - 旧本社工場をサンプル工場として稼動開始。
- 2003年 - 東京都の青山にインテリアライフスタイルショップ「イッソ・エッコ」をオープン。
- 2006年 - 本社事務所棟･ショールームが落成。

## 事業所
- 本社工場 - 愛媛県今治市富田新港1-2-2
- BIS配送センター - 愛媛県今治市喜田村4-6-25
- サンプル工場 - 愛媛県今治市別宮町7-3-22
- isso ecco 青山本店 - 東京都渋谷区神宮前5-49-7